# 巴氏鈎齒脂鯉
巴氏鈎齒脂鯉，為輻鰭魚綱脂鯉目脂鯉亞目脂鯉科的其中一個種，分布於南美洲秘魯、厄瓜多的東北部及巴西西部的亞馬遜河流域，體長可達5.3公分，棲息在底中層水域，生活習性不明。

## 扩展阅读
維基物種上的相關：巴氏鈎齒脂鯉